# Губернаторов, Сергей Владимирович
Серге́й Влади́мирович Губерна́торов (род. 7 июля 1981, Ленинград) — российский хоккеист.

## Биография
Воспитанник колпинской хоккейной школы Ленинграда «Ижорец». В 1998—2001 годы дебютировал в местном «Ижорце» (первая лига), большую часть сезона 2000/2001 играл в клубе Суперлиги СКА (Санкт-Петербург).
В сезоне 2001/2002 выступал в составе кирово-чепецкой «Олимпии» (высшая лига), затем вернулся в Санкт-Петербург, где помимо СКА (Суперлига) представлял в первой лиге «Ижорца» и СКА-2.
В сезоне 2005/2006 играл в составе клуба «Белгород», закончил игровую карьеру, выступая за жлобинский клуб «Металлург», участвовавший в розыгрыше чемпионата Белоруссии, в составе него в сезоне 2008/2009 стал бронзовым призёром национального первенства.
Окончил Национальный государственный университет физической культуры, спорта и здоровья имени П. Ф. Лесгафта. Вернувшись в Колпино, стал тренером в хоккейной школе им. Н. Дроздецкого.

## Достижения
- Бронзовый призёр чемпионата Белоруссии 2008/2009.